# Arco de triunfo

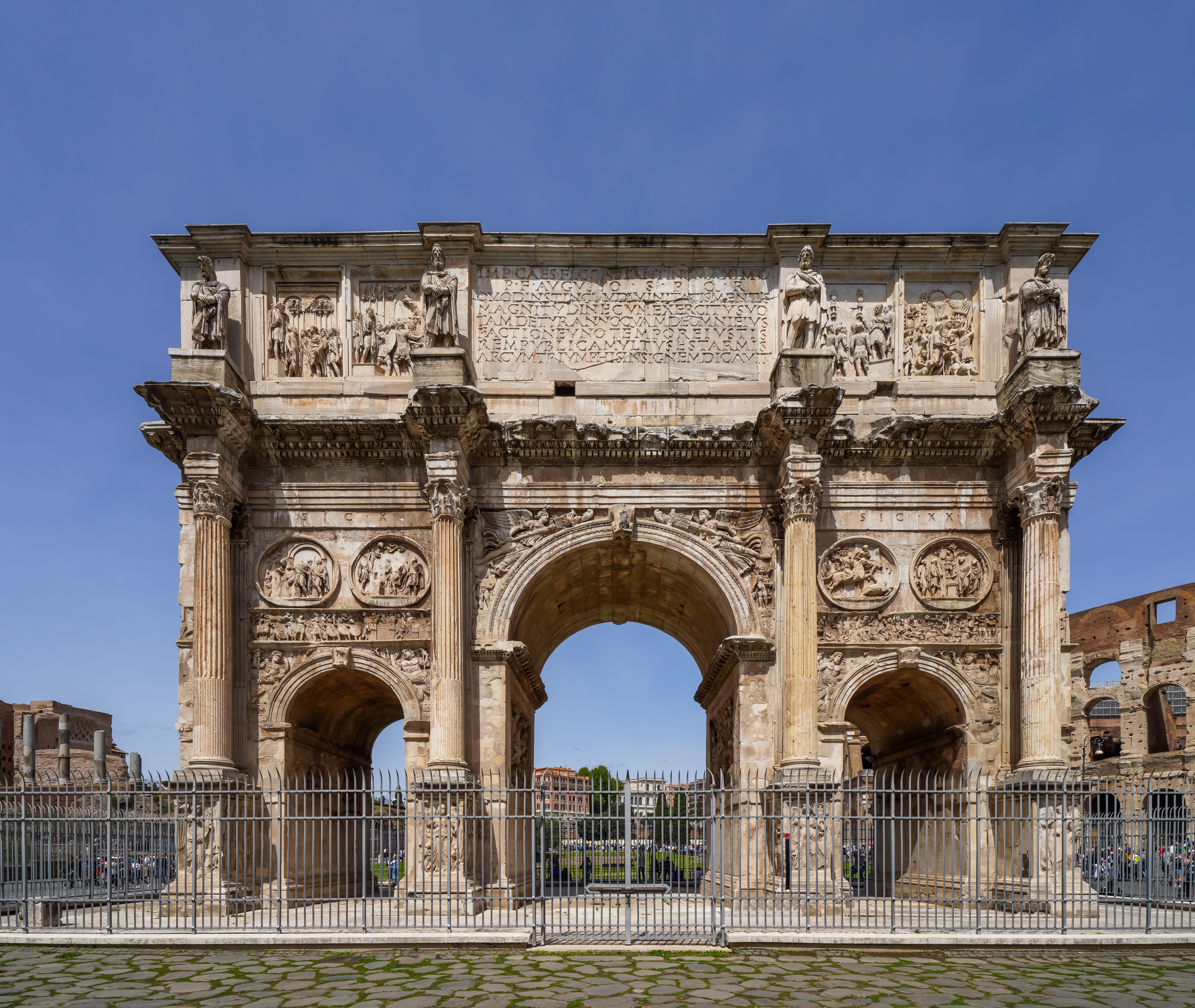
Arco de Constantino, Roma, 315.

Un arco del triunfo es un monumento construido para conmemorar una victoria militar, aunque en realidad se usó para festejar a un gobernante. Los primeros arcos de triunfo fueron levantados por los romanos en la Antigüedad y cada uno estaba dedicado a un general victorioso. El arco de triunfo clásico es una estructura autónoma, bastante separada de las puertas o murallas de la ciudad. 
En su forma más simple, un arco de triunfo consiste en dos pilastras macizas unidas por un arco, rematadas por una superestructura plana o ático en la que puede contener una estatua o lucir inscripciones conmemorativas. La estructura debía estar decorada con tallas, destacadamente con figuras aladas femeninas de la victoria (muy parecidas a ángeles), un par de los cuales típicamente ocupan los triángulos curvados al lado de la parte superior de la curva del arco. Arcos de triunfo más elaborados tienen otros arcos secundarios flanqueándolo, típicamente un par.
El motivo rítmico ABA —de un vano central en forma de arco flanqueado por otros más pequeños— fue adaptado en la arquitectura clásica, particularmente a partir del Renacimiento, para articular los muros de las estructuras. Los vanos pueden tomar la forma de una hornacina o estar «ciegos», con una mampostería continua detrás de ellos.

## Arcos de triunfo romanos

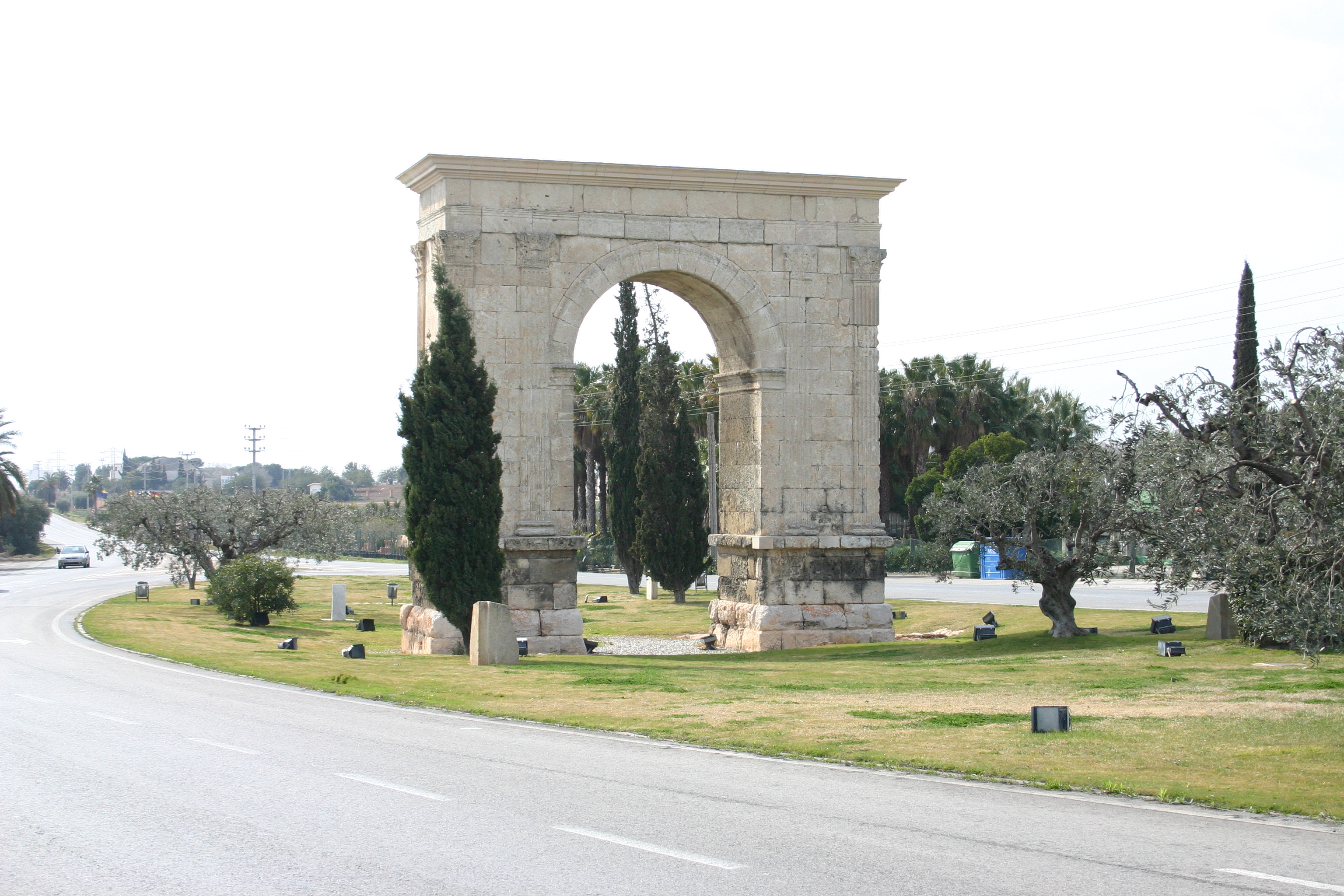
Arco romano (Arco de Bará). España.

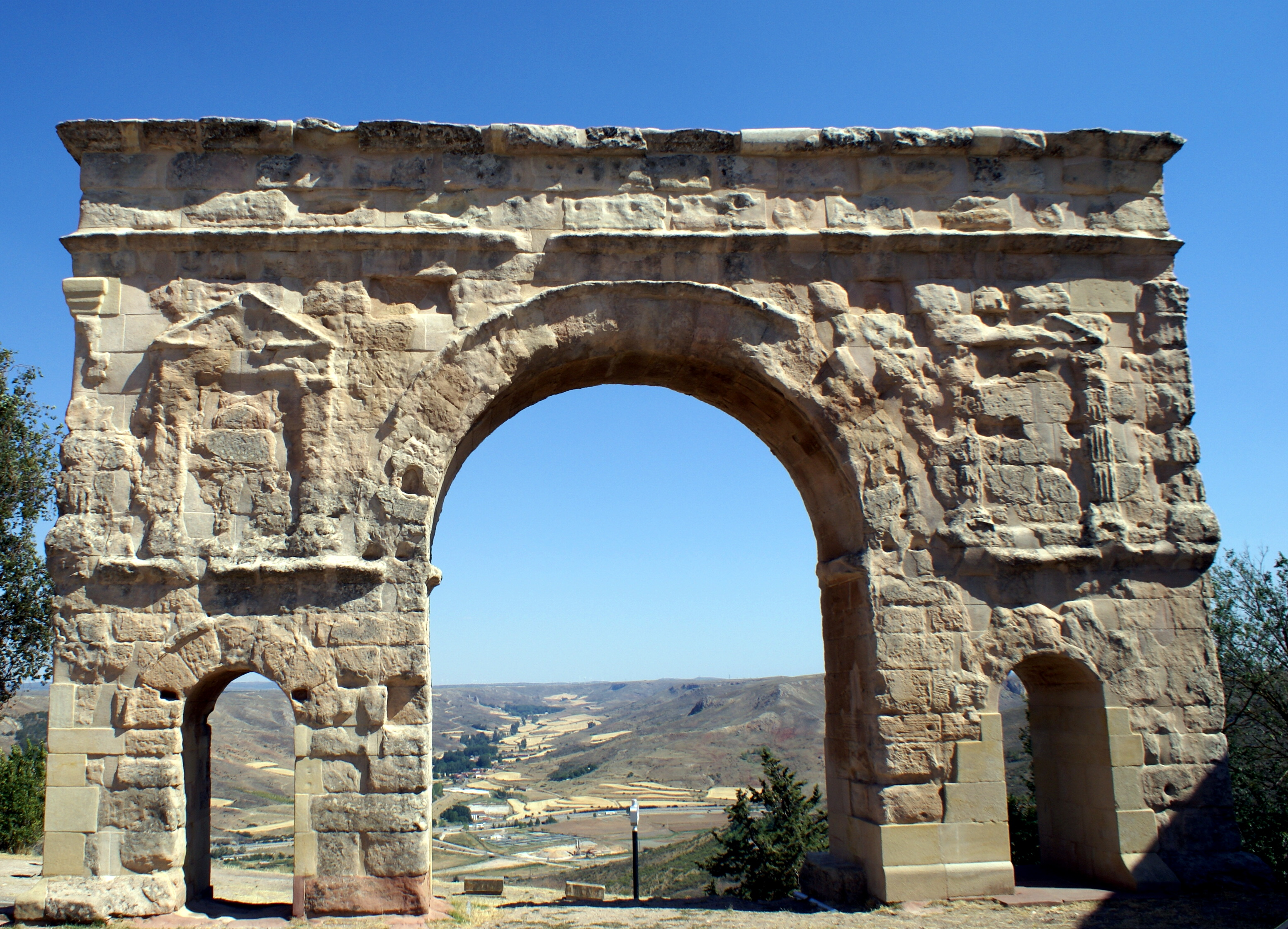
Fachada norte del arco de triunfo romano de Medinaceli, Castilla y León (España)- Probablemente del año 2.

La tradición se remonta a la arquitectura de la Antigua Roma y se relaciona con la costumbre del Senado de celebrar triunfos romanos a generales especialmente exitosos, mediante votación. Se originaron en algún momento de la República romana. Se llamaban fornices (singular: fornix) y llevaban imágenes que describían y conmemoraban la victoria y el triunfo. Se conoce que en la época se alzaron varios fornices en Roma, dos de ellos erigidos por Lucio Estertinio, el primero en el 196 a. C. para conmemorar sus victorias en Hispania. Escipión el Africano construyó otro fornix en la colina Capitolina en 190 a. C., y Quinto Fabio Máximo Alobrógico construyó uno en el Foro Romano en 121 a. C. Ninguna de estas estructuras ha sobrevivido, por lo que parecen haber sido estructuras temporales y se sabe poco sobre su aspecto.
La mayor parte de los arcos de triunfo se erigieron durante el Imperio romano. Plinio el Viejo, en el siglo I, los describe como monumentos honorarios de importancia inusual, erigidos para conmemorar triunfos. En el siglo II los arcos se erigían para celebrar otros acontecimientos, como el arco de triunfo que queda en Ancona, erigido por una ciudad agradecida para festejar las mejoras de Trajano en su bahía. Al llegar el siglo IV, treinta y seis arcos de triunfo pueden trazarse en Roma. De ellos solo han sobrevivido tres en la actualidad: arco de Tito (año 81), arco de Septimio Severo (203-205) y arco de Constantino (312).
Los arcos de Roma se fueron haciendo cada vez más elaborados a lo largo de los siglos. Al principio eran muy simples, puertas de entrada a la ciudad temporales y simbólicas, construidas en ladrillo o piedra con un encabezamiento en arco semicircular y colgaban de ellas trofeos con las armas capturadas. Arcos posteriores se construyeron con mármol de alta calidad, con un gran arco central en el medio, su techo tratado como una bóveda de cañón, y a veces dos arcos más pequeños, uno a cada lado, adornado con un completo orden arquitectónico, de columnas y entablamento, enriquecido con bajorrelieves simbólicos o narrativos. Algunos arcos triunfales estaban coronados por una estatua o un currus triumphalis, un grupo de estatuas que representaban al emperador o al general en una cuadriga. El festivo orden corintio era el usual.
El arco simple era el más común, pero también se construyeron con arcos triples, de los cuales el arco de triunfo de Medinaceli (alrededor del año 2) o el arco de triunfo de Orange (alrededor del año 21) son los ejemplos más antiguos que se conservan. A partir del siglo II se construyeron muchos ejemplos del arcus quadrifrons, un arco de triunfo cuadrado erigido sobre un cruce de caminos, con aberturas arqueadas en los cuatro lados, especialmente en el norte de África.
Las prácticas romanas del triunfo cambiaron significativamente al comienzo del periodo imperial, cuando el princeps Augusto decretó que los triunfos y honores triunfales debían limitarse a los miembros de la familia imperial; en la práctica, esto significaba el emperador reinante o sus antecesores. El término fornix fue sustituido por arcus ("arco"). Mientras que los fornices republicanos podían ser erigidos por un triumphator a su discreción y a sus expensas, los arcos de triunfo imperiales eran patrocinados por decreto del senado, o a veces por ricos titulares de altos cargos, para honrar y promover a los emperadores, su cargo y los valores del imperio. Los arcos no se construían necesariamente como entradas, sino que -a diferencia de muchos arcos triunfales modernos- se erigían a menudo a través de caminos y estaban destinados a ser atravesados, no rodeados.
La construcción de arcos en Roma e Italia disminuyó después de la época de Trajano (98-117), pero siguió estando muy extendida en las provincias durante los siglos II y III; a menudo se erigían para conmemorar las visitas imperiales.

## Arcos de triunfo posteriores a la época romana

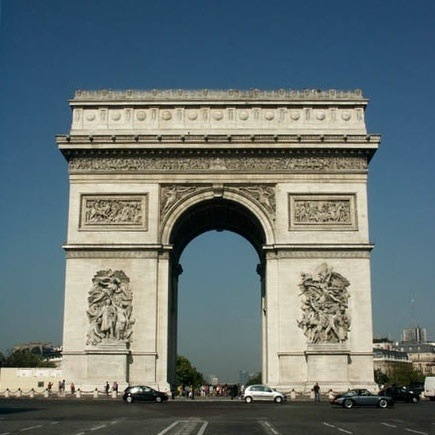
El Arco de Triunfo de París.

Los arcos de triunfo al estilo romano revivieron durante el Renacimiento, cuando hubo un creciente interés en toda Europa por el arte y la arquitectura de la Antigua Roma. Entre el siglo XV y el siglo XIX, reyes y emperadores erigieron numerosos arcos de triunfo en una consciente imitación de la tradición romana. Uno de los primeros fue el «Arco Aragonés» en el Castel Nuovo de Nápoles, construido por Alfonso V en 1443, aunque, como la posterior Porta Capuana, no se alzaba aislado, sino conectado con parte de la entrada al castillo. Numerosos arcos de triunfo temporales se erigieron para festividades como las Entradas Reales desde finales de la Edad Media en adelante. El emperador Maximiliano I encargó al artista Alberto Durero que diseñara un arco monumental elaboradamente decorado en grabado para él (de 3,75 metros de alto, en 192 diferentes hojas), que nunca se pretendió construir, sino que fue impreso en una edición de 700 copias y distribuido para ser pintado con colores y pegados en las paredes de habitaciones grandes. También Luis XIV levantó arcos de triunfo.

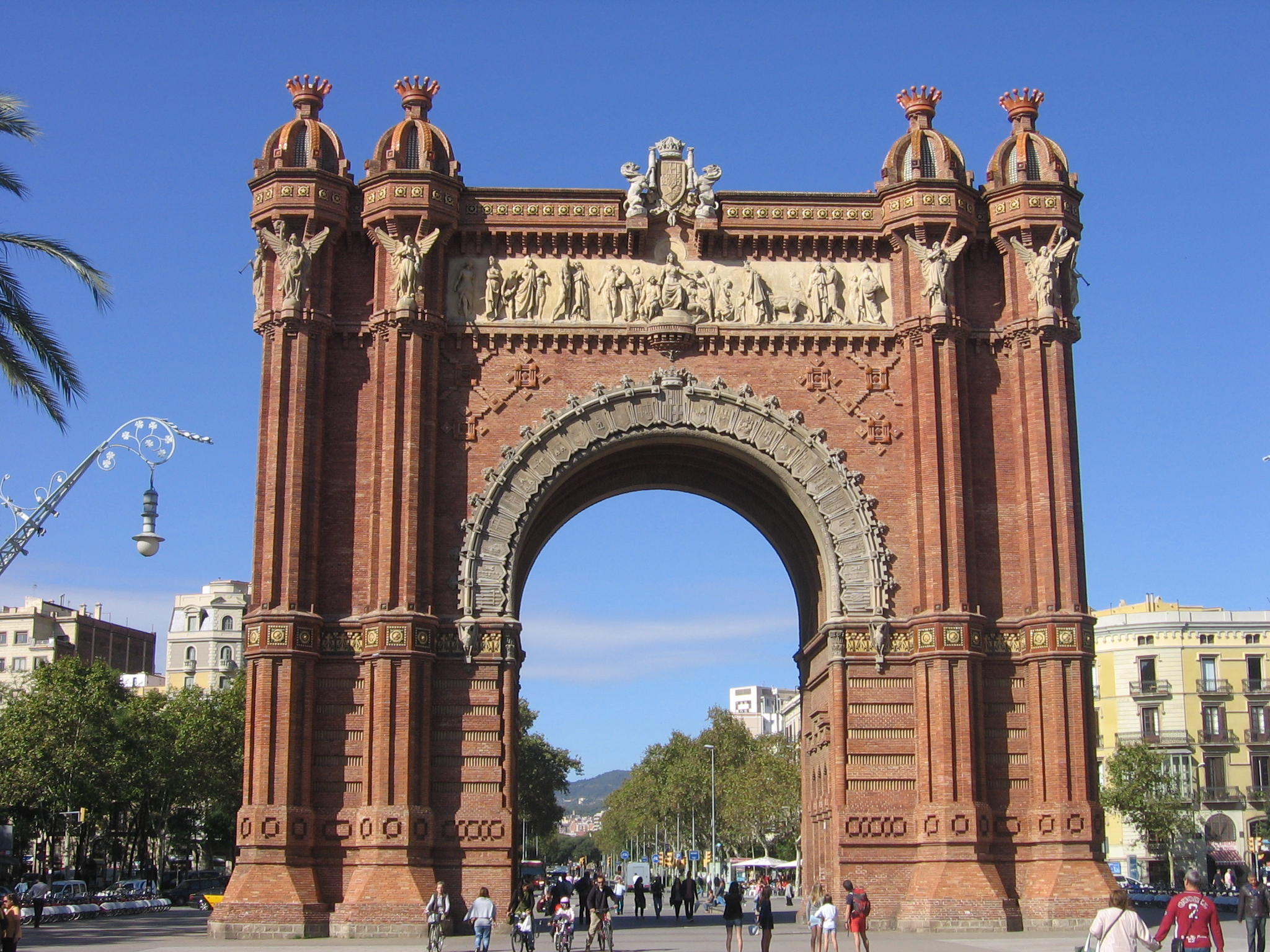
Arco de Triunfo de Barcelona.

Uno de los arcos de triunfo más conocidos del mundo es el Arco de Triunfo de París, ubicado en la plaza Charles de Gaulle, en el extremo oeste de la avenida de los Campos Elíseos, erigido para conmemorar los triunfos militares de Napoleón Bonaparte.
Se erigieron arcos con el mismo propósito en el Reino Unido, Estados Unidos, Alemania, Rumanía, Rusia y España, entre otros países. El monumento a la Revolución en México es considerado el arco de triunfo más grande del mundo (67m), ya que no hay forma de comprobar que el arco de Pionyang, capital de Corea del Norte, sea más grande (de 70m, supuestamente).

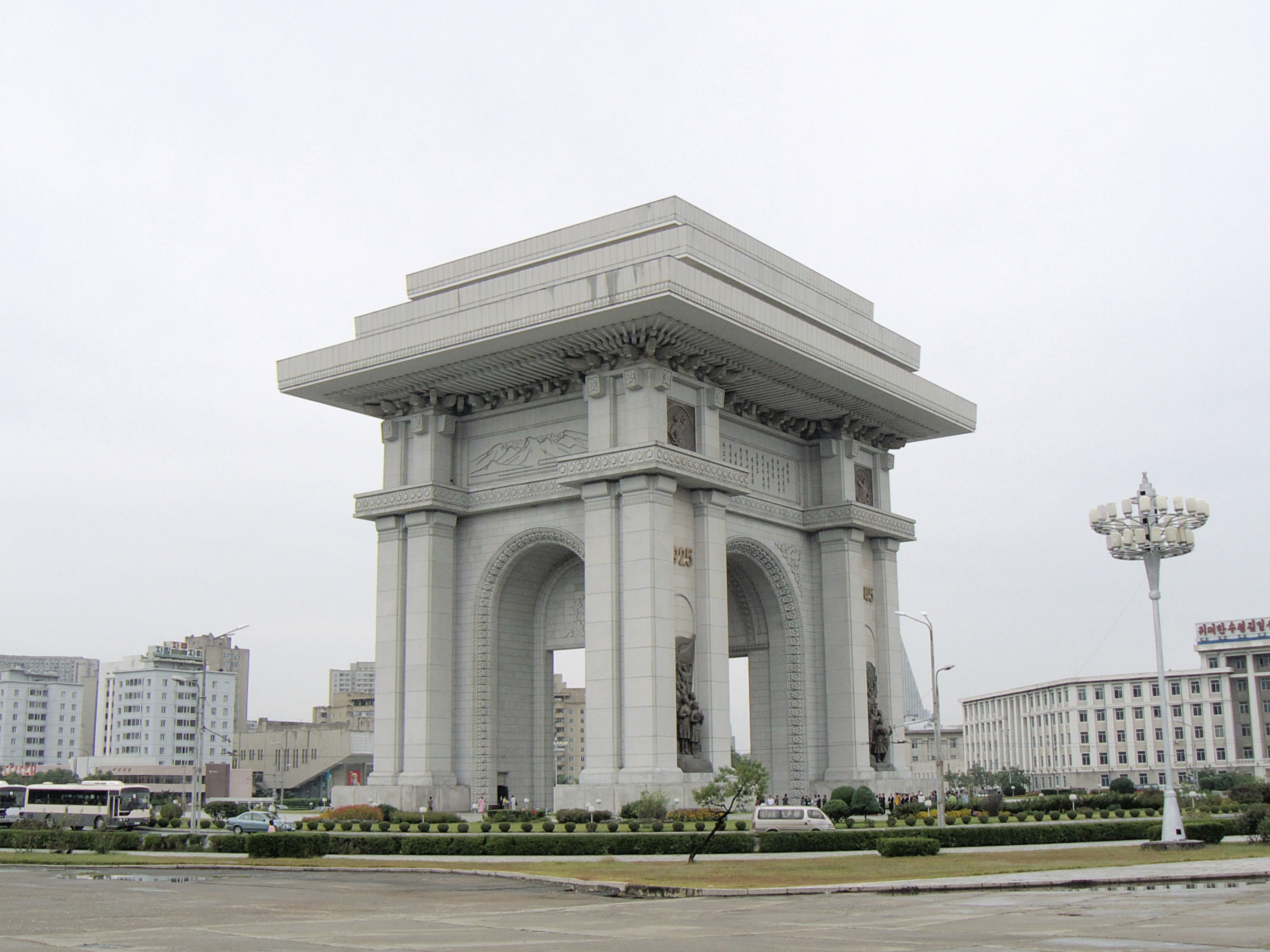
Arco de Triunfo de Pionyang.

Aún se construyen arcos de triunfo temporales, y se pretende usarlos en un desfile de celebración o una ceremonia, para ser desmantelados después.

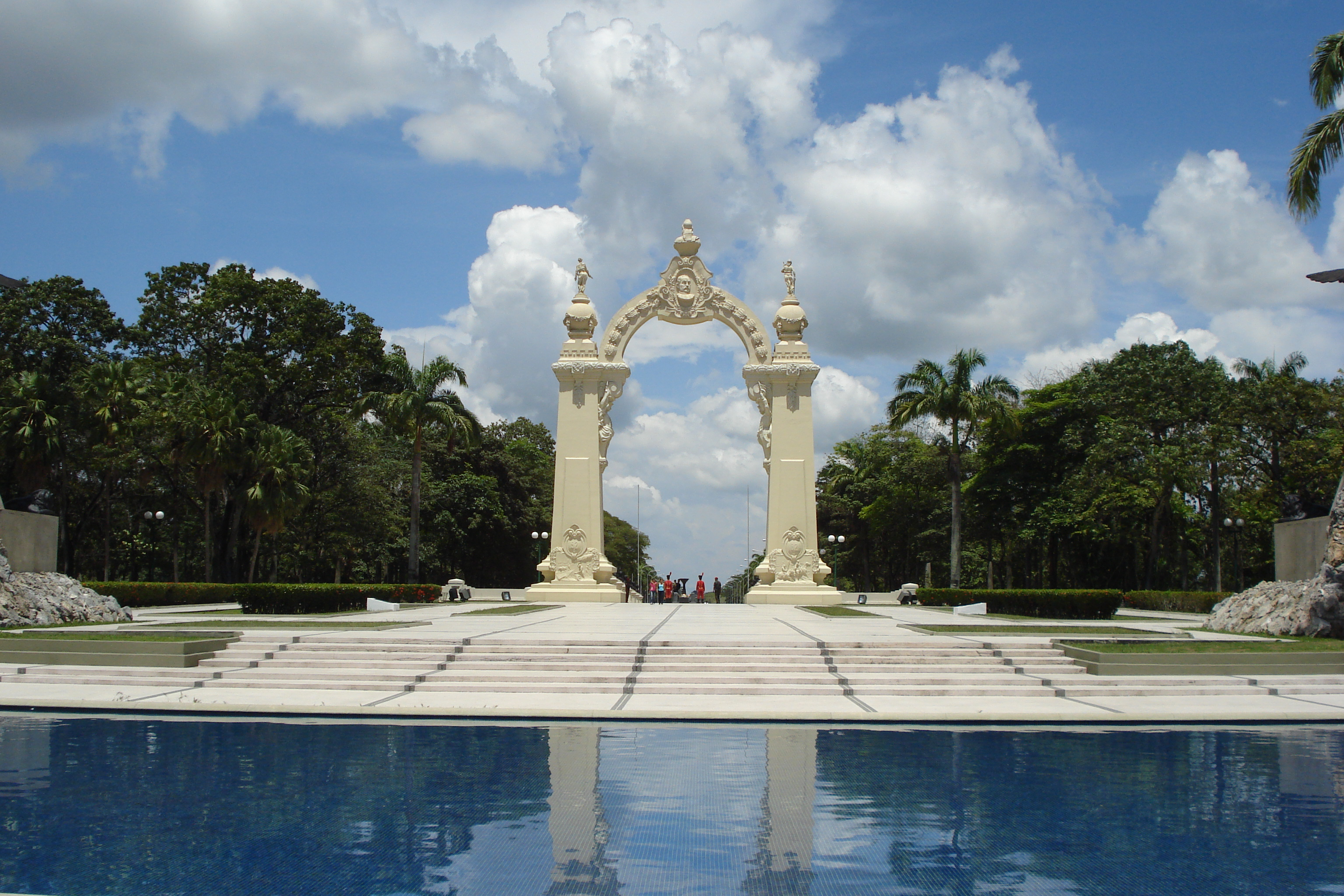
Arco de Carabobo.